# Coptomia pauliana
Coptomia pauliana är en skalbaggsart som beskrevs av Ruter 1957. Coptomia pauliana ingår i släktet Coptomia och familjen Cetoniidae. Utöver nominatformen finns också underarten C. p. andringitrana.